# Hadena mandarina
Hadena mandarina là một loài bướm đêm trong họ Noctuidae.